# Luigi Di Bernardo
Luigi Di Bernardo (Moggio Udinese, 21 giugno 1931 – Clusane, 25 maggio 1971) è stato un militare italiano, Maresciallo Capo dell'Arma dei Carabinieri, insignito di medaglia d'oro al valor militare.
La sera del 25 maggio 1971, il Maresciallo Capo Luigi Di Bernardo, Comandante della Stazione Carabinieri di Iseo (BS), organizzò un servizio per individuare e arrestare i sospetti responsabili del furto di un’auto Giulia e delle attività criminali successive. Ordinò di sabotare la macchina, così un carabiniere staccò i fili dell’accensione. Per garantire il successo dell’operazione, chiese l’aiuto del Maresciallo Quacquarini, comandante della Polizia Giudiziaria locale, e di una pattuglia del nucleo radiomobile di Chiari, composta dal Vice Brigadiere Saccardo e dal Carabiniere Mazzetta.
Per copertura, posizionarono l’auto a circa 150 metri dal ristorante “Riviera”, vicino all’unica via di fuga possibile. Il resto della squadra, in abiti civili, controllava i punti chiave per bloccare i tre sospetti. L’operazione iniziò alle 21:00; Di Bernardo, Quacquarini e l’Appuntato Vertua si nascosero nel ristorante per osservare senza essere visti.
Alle 21:45, i tre si avvicinarono alla Giulia e tentarono di avviarla, ma il sabotaggio impedì l’accensione. Tuttavia, a causa della pendenza del parcheggio, l’auto iniziò a muoversi lentamente. Per fermarla, Di Bernardo sparò due colpi contro una ruota. A questo punto, il conducente scappò, ma Vertua lo inseguì e riuscì a prenderlo. Il fuggitivo reagì con un pugno, facendolo cadere, e riuscì a scappare nella boscaglia.
Intanto, Quacquarini cercava aiuto telefonicamente, mentre Di Bernardo teneva sotto controllo i due rimasti sull’auto. Il secondo fuggì, ma era già circondato da altri carabinieri. Improvvisamente, il terzo uomo, seduto dietro, sparò a Di Bernardo con una pistola calibro 7,65, colpendolo due volte al petto. Nonostante ferito, Di Bernardo rispose al fuoco e ferì l’aggressore, che cadde a terra e venne bloccato dai colleghi.
Purtroppo, Di Bernardo morì poco dopo in ospedale. L’aggressore ferito, identificato come Luciano Hudorovic, fu ricoverato e non era in pericolo di vita. Gli altri due riuscirono a fuggire, ma furono identificati come Paolo e Giuseppe Hudorovic. Il tribunale emise mandato di cattura e il 13 giugno i due vennero arrestati e rinchiusi.
Al Maresciallo Capo Di Bernardo fu conferita la medaglia d’oro al Valor Militare “alla Memoria”.